# Richenza di Northeim
Richenza di Northeim (1087 o 1089 – 10 giugno 1141) della casata dei conti di Northeim, divenne per matrimonio duchessa di Sassonia, regina consorte d'Italia, regina di Germania e imperatrice del Sacro Romano Impero.

## Biografia
Richenza nacque fra il 1087 e il 1089 da Enrico, margravio di Frisia della stirpe dei conti di Northeim (1055 circa - prima del 10 aprile 1101) e Gertrude di Brunswick (1060 circa - 9 dicembre 1117), nobildonna appartenente alla dinastia sassone dei Brunonidi.
Attorno al 1100 Richenza sposò Lotario II di Supplimburgo del ducato di Sassonia del quale divenne duca nel 1106. Nel 1125 Lotario salì al trono dei Romani.
Alla morte di papa Onorio II nel 1130, faide interne alla nobiltà romana avevano portato all'elezione di papa Innocenzo II e dell'antipapa Anacleto II: entrambi offrirono a Lotario la corona d'imperatore in cambio del suo appoggio alla loro causa. Lotario, sotto la spinta di Bernardo di Chiaravalle optò per Innocenzo, che in breve ritornò a Roma per insediarsi sul trono di Pietro.
Nel 1137 Lotario morì e già dal 1136 era Richenza a presiedere alle udienze di corte. L'unica figlia superstite nata dal loro matrimonio fu Gertrude di Supplimburgo nata nel 1115 che nel 1127 era stata data in sposa a Enrico X duca di Baviera. Quest'unione portò le terre dei Northeim e dei Brunonidi entro le mani della casa di Welfen.
Dopo la morte del marito Richenza si mosse in fretta per far sì che i domini in Sassonia della famiglia finissero al genero, tuttavia il giorno di Pentecoste del 1138 una delegazione di principi sassoni si riunì a Bamberga per eleggere quale loro principe Corrado III che era succeduto a Lotario quale imperatore.
Suo genero Enrico morì nel 1139 e Richenza si attivò perché il nipote Enrico venisse adeguatamente preparato al suo ruolo: sovrintese alla sua educazione e spinse perché i suoi diritti di erede del ducato di Sassonia venissero onorati. Enrico venne finalmente proclamato duca nel 1142 e sua madre Gertrude agì da reggente fino a che egli non raggiunse la maggiore età.
Richenza morì il 10 giugno 1141 e venne sepolta accanto al marito e al genero nella cattedrale di Königslutter am Elm.

## Ascendenza
|                       |                    |                                     | Genitori             |  |  | Nonni |  |  | Bisnonni             |  |  | Trisnonni            |  |
|                       |                    |                                     |                      |  |  |       |  |  | Bernardo di Nordheim |  |  | Sigfrido di Nordheim |  |
|                       |                    |                                     |                      |  |  |       |  |  | Bernardo di Nordheim |  |  | Sigfrido di Nordheim |  |
|                       |                    | Matilde di Katlenburg               |                      |  |  |       |  |  | Bernardo di Nordheim |  |  |                      |  |
| Ottone di Northeim    |                    |                                     |                      |  |  |       |  |  | Bernardo di Nordheim |  |  |                      |  |
|                       |                    | Eilika                              |                      |  |  |       |  |  |                      |  |  |                      |  |
|                       |                    |                                     |                      |  |  |       |  |  |                      |  |  |                      |  |
|                       |                    |                                     |                      |  |  |       |  |  |                      |  |  |                      |  |
| Enrico di Frisia      |                    |                                     |                      |  |  |       |  |  |                      |  |  |                      |  |
|                       |                    | Ottone II di Svevia                 | Azzo di Lotaringia   |  |  |       |  |  |                      |  |  |                      |  |
|                       |                    | Ottone II di Svevia                 | Azzo di Lotaringia   |  |  |       |  |  |                      |  |  |                      |  |
|                       |                    | Ottone II di Svevia                 | Matilde di Germania  |  |  |       |  |  |                      |  |  |                      |  |
| Richenza di Svevia    |                    | Ottone II di Svevia                 |                      |  |  |       |  |  |                      |  |  |                      |  |
|                       |                    | Edvige di Nordgau                   | Ugo IV di Nordgau    |  |  |       |  |  |                      |  |  |                      |  |
|                       |                    | Edvige di Nordgau                   | Ugo IV di Nordgau    |  |  |       |  |  |                      |  |  |                      |  |
|                       |                    | Edvige di Nordgau                   | Edvige di Dabo       |  |  |       |  |  |                      |  |  |                      |  |
| Richenza di Northeim  |                    | Edvige di Nordgau                   |                      |  |  |       |  |  |                      |  |  |                      |  |
|                       | Liudolfo di Frisia | Bruno I di Brunswick                |                      |  |  |       |  |  |                      |  |  |                      |  |
|                       | Liudolfo di Frisia | Bruno I di Brunswick                |                      |  |  |       |  |  |                      |  |  |                      |  |
|                       | Liudolfo di Frisia | Gisella di Svevia                   |                      |  |  |       |  |  |                      |  |  |                      |  |
| Egberto I di Meißen   | Liudolfo di Frisia |                                     |                      |  |  |       |  |  |                      |  |  |                      |  |
|                       |                    | Gertrude la Vecchia di Braunschweig | Ugo IV di Nordgau    |  |  |       |  |  |                      |  |  |                      |  |
|                       |                    | Gertrude la Vecchia di Braunschweig | Ugo IV di Nordgau    |  |  |       |  |  |                      |  |  |                      |  |
|                       |                    | Gertrude la Vecchia di Braunschweig | Edvige di Dabo       |  |  |       |  |  |                      |  |  |                      |  |
| Gertrude di Brunswick |                    | Gertrude la Vecchia di Braunschweig |                      |  |  |       |  |  |                      |  |  |                      |  |
|                       |                    | Olderico Manfredi II                | Olderico Manfredi I  |  |  |       |  |  |                      |  |  |                      |  |
|                       |                    | Olderico Manfredi II                | Olderico Manfredi I  |  |  |       |  |  |                      |  |  |                      |  |
|                       |                    | Olderico Manfredi II                | Prangarda di Canossa |  |  |       |  |  |                      |  |  |                      |  |
| Immilla di Torino     |                    | Olderico Manfredi II                |                      |  |  |       |  |  |                      |  |  |                      |  |
|                       |                    | Berta di Milano                     | Oberto II            |  |  |       |  |  |                      |  |  |                      |  |
|                       |                    | Berta di Milano                     | Oberto II            |  |  |       |  |  |                      |  |  |                      |  |
|                       |                    | Berta di Milano                     | Railenda             |  |  |       |  |  |                      |  |  |                      |  |
|                       |                    | Berta di Milano                     |                      |  |  |       |  |  |                      |  |  |                      |  |